# Jamaica (Vermont)
Jamaica – miasto w Stanach Zjednoczonych, w stanie Vermont, w hrabstwie Windham.